# Carparachne alba
Carparachne alba là một loài nhện trong họ Sparassidae.
Loài này thuộc chi Carparachne. Carparachne alba được George Newbold Lawrence miêu tả năm 1962.